# فلين فلون
فلين فلون هي مدينة، في كندا، تتبع مانيتوبا، وساسكاتشوان، بلغ عدد سكانها 5,592  نسمة في 2011، رمزها البريدي هو R8A.

## الموقع
تشترك في الحدود مع:
- Creighton, Saskatchewan [الإنجليزية]‏.

## المناخ
يظهر الجدول التالي التغييرات المناخية على مدار السنة لفلين فلون:
| البيانات المناخية لـفلين فلون      | البيانات المناخية لـفلين فلون | البيانات المناخية لـفلين فلون | البيانات المناخية لـفلين فلون | البيانات المناخية لـفلين فلون | البيانات المناخية لـفلين فلون | البيانات المناخية لـفلين فلون | البيانات المناخية لـفلين فلون | البيانات المناخية لـفلين فلون | البيانات المناخية لـفلين فلون | البيانات المناخية لـفلين فلون | البيانات المناخية لـفلين فلون | البيانات المناخية لـفلين فلون | البيانات المناخية لـفلين فلون |
| الشهر                              | يناير                         | فبراير                        | مارس                          | أبريل                         | مايو                          | يونيو                         | يوليو                         | أغسطس                         | سبتمبر                        | أكتوبر                        | نوفمبر                        | ديسمبر                        | المعدل السنوي                 |
| ---------------------------------- | ----------------------------- | ----------------------------- | ----------------------------- | ----------------------------- | ----------------------------- | ----------------------------- | ----------------------------- | ----------------------------- | ----------------------------- | ----------------------------- | ----------------------------- | ----------------------------- | ----------------------------- |
| الدرجة القصوى °م (°ف)              | 9.5 (49.1)                    | 11.7 (53.1)                   | 18.0 (64.4)                   | 29.4 (84.9)                   | 33.5 (92.3)                   | 36.0 (96.8)                   | 38.3 (100.9)                  | 35.6 (96.1)                   | 32.5 (90.5)                   | 25.0 (77.0)                   | 15.5 (59.9)                   | 8.3 (46.9)                    | 38.3 (100.9)                  |
| متوسط درجة الحرارة الكبرى °م (°ف)  | −14.7 (5.5)                   | −10.2 (13.6)                  | −2.1 (28.2)                   | 7.3 (45.1)                    | 15.0 (59.0)                   | 21.1 (70.0)                   | 24.1 (75.4)                   | 22.6 (72.7)                   | 15.0 (59.0)                   | 6.3 (43.3)                    | −5.0 (23.0)                   | −12.4 (9.7)                   | 5.6 (42.1)                    |
| المتوسط اليومي °م (°ف)             | −18.9 (−2.0)                  | −14.9 (5.2)                   | −7.6 (18.3)                   | 1.8 (35.2)                    | 9.4 (48.9)                    | 15.8 (60.4)                   | 18.9 (66.0)                   | 17.5 (63.5)                   | 10.8 (51.4)                   | 3.0 (37.4)                    | −8.0 (17.6)                   | −16.2 (2.8)                   | 1.0 (33.8)                    |
| متوسط درجة الحرارة الصغرى °م (°ف)  | −22.9 (−9.2)                  | −19.6 (−3.3)                  | −13.0 (8.6)                   | −3.6 (25.5)                   | 3.8 (38.8)                    | 10.4 (50.7)                   | 13.6 (56.5)                   | 12.4 (54.3)                   | 6.5 (43.7)                    | −0.4 (31.3)                   | −11.0 (12.2)                  | −20.0 (−4.0)                  | −3.6 (25.5)                   |
| أدنى درجة حرارة °م (°ف)            | −46.1 (−51.0)                 | −43.3 (−45.9)                 | −40.0 (−40.0)                 | −29.4 (−20.9)                 | −15.0 (5.0)                   | −2.8 (27.0)                   | 0.0 (32.0)                    | 0.0 (32.0)                    | −10.0 (14.0)                  | −21.7 (−7.1)                  | −34.4 (−29.9)                 | −43.3 (−45.9)                 | −46.1 (−51.0)                 |
| الهطول مم (إنش)                    | 17.5 (0.69)                   | 16.7 (0.66)                   | 15.1 (0.59)                   | 20.3 (0.80)                   | 40.9 (1.61)                   | 69.0 (2.72)                   | 77.9 (3.07)                   | 63.7 (2.51)                   | 63.4 (2.50)                   | 29.0 (1.14)                   | 21.7 (0.85)                   | 22.5 (0.89)                   | 457.6 (18.02)                 |
| معدل هطول الأمطار مم (إنش)         | 0.0 (0.0)                     | 0.0 (0.0)                     | 0.2 (0.01)                    | 7.9 (0.31)                    | 39.3 (1.55)                   | 69.3 (2.73)                   | 77.9 (3.07)                   | 63.7 (2.51)                   | 64.2 (2.53)                   | 21.0 (0.83)                   | 1.1 (0.04)                    | 0.0 (0.0)                     | 344.5 (13.56)                 |
| متوسط تساقط الثلوج سم (إنش)        | 17.5 (6.9)                    | 16.7 (6.6)                    | 15.0 (5.9)                    | 12.4 (4.9)                    | 1.6 (0.6)                     | 0.0 (0.0)                     | 0.0 (0.0)                     | 0.0 (0.0)                     | 0.7 (0.3)                     | 8.1 (3.2)                     | 20.6 (8.1)                    | 22.9 (9.0)                    | 115.5 (45.5)                  |
| متوسط أيام هطول الأمطار (≥ 0.2 mm) | 6.6                           | 5.6                           | 4.6                           | 4.6                           | 8.6                           | 9.9                           | 12.2                          | 10.4                          | 10.6                          | 7.4                           | 6.4                           | 6.6                           | 93.5                          |
| متوسط الأيام الممطرة (≥ 0.2 mm)    | 0.0                           | 0.0                           | 0.11                          | 2.1                           | 8.4                           | 10.0                          | 12.2                          | 10.4                          | 10.5                          | 5.4                           | 0.36                          | 0.0                           | 59.3                          |
| متوسط الأيام المثلجة (≥ 0.2 cm)    | 7.0                           | 5.6                           | 4.6                           | 2.5                           | 0.38                          | 0.04                          | 0.0                           | 0.0                           | 0.20                          | 2.3                           | 6.0                           | 6.7                           | 35.3                          |
| المصدر: Environment Canada         |                               |                               |                               |                               |                               |                               |                               |                               |                               |                               |                               |                               |                               |

## أعلام
- بوبي كلارك
- كيث بينيت
- أل هاميلتون
- دنيس شنايدر
- مارشال لورانس